# Владо Кешељ
Владо Кешељ је српско-канадски програмер познат по својим истраживањима у области обраде природног језика и приписивања ауторства. Он је професор на Универзитету Далхузи.

## Образовање
Као ученик средње школе у Југославији, Кешељ се такмичио на Међународној математичкој олимпијади 1987., освојивши бронзану медаљу. Докторирао је 2002. на Универзитету Ватерло, са дисертацијом Модуларне стохастичке високослојне структуре за одговарање на питања под менторством Ника Черконеа.

## Награде
Кешељ је добитник награде CAIAC за истакнуту службу 2019., коју додељује Канадско удружење за вештачку интелигенцију (CAIAC).